# 利馬的聖羅莎 (塞爾希培州)
10°38′45″S 37°11′38″W / 10.64583°S 37.19389°W
利馬的聖羅莎（葡萄牙語：Santa Rosa de Lima），是巴西的城鎮，位於該國東北部，由塞爾希培州負責管轄，始建於1953年，面積68平方公里，海拔高度39米，2010年人口3,752，人口密度每平方公里55.5人。